# Beren e Lúthien
Beren e Lúthien è un romanzo postumo scritto da J. R. R. Tolkien, ambientato nell'universo immaginario fantasy di Arda. Il romanzo, curato dal figlio dell'autore Christopher Tolkien, narra la storia d'amore e le avventure dell'uomo Beren e dell'immortale fanciulla elfica Lúthien.
Tolkien ha scritto diverse versioni della loro storia, l'ultima delle quali si trova nel Silmarillion, ed è menzionata anche nel Signore degli Anelli. La storia si svolge durante la Prima Era della Terra di Mezzo, circa 6.500 anni prima degli eventi narrati nel Signore degli Anelli.
La storia narra di come Beren, figlio di Barahir, estrasse un Silmaril dalla corona di Morgoth per chiedere la mano di Lúthien, figlia del re degli elfi Thingol e della Maia Melian. Durante l'impresa, Beren rimase ucciso a causa delle ferite riportate dallo scontro con Carcharoth, il lupo di Angband, ma i Valar gli concedettero di ritornare nella Terra di Mezzo, commossi dall'amore della sua amata Lúthien, la quale chiese di rinunciare alla sua immortalità per vivere con lui. Così Beren e Lúthien vissero in solitudine a Tol Galen in Ossiriand, fino alla fine dei loro giorni.

## Sviluppo dell'opera
La prima versione della storia fu scritta nel 1917 con il titolo Il racconto di Tinúviel e pubblicata nei Racconti perduti. Durante gli anni '20, Tolkien cominciò a rimodellare il racconto e lo trasformò in un poema epico che intitolò Il Lai di Leithian, che rimase incompiuto poiché la stesura fu interrotta poco dopo l'inizio del quattordicesimo canto dei diciassette totali che erano stati pianificati.
Dopo la morte dell'autore, Il Lai di Leithian fu pubblicato ne The Lays of Beleriand insieme ad altri poemi incompiuti. L'ultima versione del racconto in prosa fu inserita ne Il Silmarillion e viene raccontata da Aragorn ne La compagnia dell'Anello. Il racconto di Aragorn e Arwen, presente nelle appendici del Signore degli Anelli, funge da sequel di questa storia, infatti sia Aragorn che Arwen erano discendenti di Beren e Lúthien.

## Ispirazione
Il racconto di Beren e Lúthien venne considerato da Tolkien come il centro del suo legendarium. La storia dei due personaggi, infatti, rifletteva l'amore di Tolkien e di sua moglie Edith. In particolare, pare che Edith abbia danzato per Tolkien in una radura fiorita e questo evento ispirò l'immagine dell'incontro tra Beren e Lúthien. Inoltre, la famiglia di Edith inizialmente non approvò il matrimonio con Tolkien, poiché questi era cattolico, analogamente la famiglia di Lúthien non accettò Beren. Tolkien era talmente legato a questo parallelismo che sulla lapide della tomba dei coniugi Tolkien fece aggiungere i nomi di Beren e Lúthien, riferiti a sé stesso e alla moglie Edith.
Il racconto di Beren e Luthien condivide anche degli elementi con altri racconti popolari. Ad esempio, con il racconto gallese Culhwch e Olwen, forse la principale fonte di ispirazione; e con la fiaba dei Fratelli Grimm I tre capelli d'oro del diavolo. La caccia al lupo Carcharoth può essere ispirata alla caccia del cinghiale gigante Twrch Trwyth nel Culhwch e Olwen e ad altre leggende di caccia. La ricerca di uno dei tre Silmaril dalla corona di Morgoth si può ricollegare alla ricerca dei capelli dorati del Diavolo. La sequenza in cui Beren perde la mano tra le fauci di Carcharoth può essere ispirata dal dio Týr e dal lupo Fenrir, personaggi della mitologia norrena. Tolkien ha anche preso ispirazione dalla grande storia d'amore di Romeo e Giulietta.